# Цар Асен (област Силистра)
Вижте пояснителната страница за други значения на Асен.
Цар Асен е село в Североизточна България. То се намира в община Алфатар, област Силистра.

## География
Село Цар Асен се намира на 27 км от Силистра и на 7 км от Алфатар. Населението на селото е 130 души (01.02.2011 г. НСИ). Намира се на километър южно от пътя Шумен- Силистра. Хълмист и равнинен терен с надморска височина около или под 200 м. Плодороден чернозем – отглеждат се почти всички растителни видове, характерни за тези ширини. Предимно земеделски район със земя основно 3, 4 и 5 категория. Екологично чист район. Населението е изцяло българско.

## История
През 1032 или 1036 година печенегите опустошават и разрушават Дръстър и средновековните селища в района на днешните Цар Асен, Скала и Одърци. Вероятно местното българското население напуска земите си, в които се настаняват печенезите.
В селото е построена една от най-интересните в региона турски чешми.
През периода на румънско господство над Добруджа през 1929 година в селото е регистриран инцидент между румънски колонисти и местни жители-българи.
Със заповед на МЗ № 2191/обн. 27 юни 1942 г. селото се преименува от Цар Асен на Цар Асеново.